# MN Tangara
Le MN Tangara est un navire marchand sous pavillon français de la Compagnie maritime nantaise et affrété à temps plein pour les besoins des Armées françaises.

## Histoire
Le MN Tangara est un porte-conteneurs RORO propriété de la Compagnie nationale de navigation et de sa filiale, la Compagnie maritime nantaise. Il fait partie d'une série de deux bâtiments porte-conteneurs, avec son sister-ship le MN Calao.
Depuis le début des années 1980, la Compagnie maritime nantaise assure le ravitaillement des bases françaises dans l'océan Indien, la côte ouest-Afrique et les Antilles, ainsi que des opérations ponctuelles liées aux exercices à l'étranger et sur les théâtres d'opérations. Différents navires se sont succédé dans ce rôle, les MN Eider, Éclipse et Pelican.
La Compagnie Maritime Nantaise commande en 2011 deux navires rouliers, avec une option pour un troisième, aux chantiers coréens Hyundai Mipo. Les plans sont dessinés par le cabinet d'architectes navals danois Knud Hansen, en étroite collaboration avec l'armateur, pour répondre aux besoins exprimés par la Marine nationale .
Le navire est livré à Ulsan le 9 septembre 2013 à la Compagnie maritime nantaise. Il entre en service en octobre 2013.
Le MN Tangara réalise en rade de Toulon le 22 mai 2014 des essais de transbordement avec un engin de débarquement amphibie rapide et un chaland de transport de matériel. L'opération valide la possibilité de maintenir un flux logistique sans disposer de facilités portuaires.
Il participe à l'effort logistique lié à l'opération Chammal, en chargeant du fret en Jordanie le 25 avril 2015
L'affrètement du navire est renouvelé en 2016 par la Marine nationale jusqu'au 31 décembre 2020.

## Caractéristiques
Le MN Tangara est conçu pour embarquer des véhicules, des conteneurs et répondre aux spécificités du matériel militaire. Les moyens d'embarquement et certaines parties des garages peuvent supporter des véhicules lourds comme le char Leclerc. Des zones sont adaptées à l'emport de matières explosives.
L'accès du matériel roulant s'effectue par une grande porte arrière et une rampe latérale. Pour les ports sans moyen de manutention, une grue peut lever 45 tonnes à 25 mètres.
La capacité d'accueil du fret roulant est de 2838 mètres linéaires, sur 3 mètres de large et 5 niveaux. Le navire embarque aussi 849 EVP pour les conteneurs, dont 225 peuvent être disposés en pontée.
Le chargement du matériel est réalisé par le 519e groupe de transit maritime.